# Ambroise-Dydime Lépine

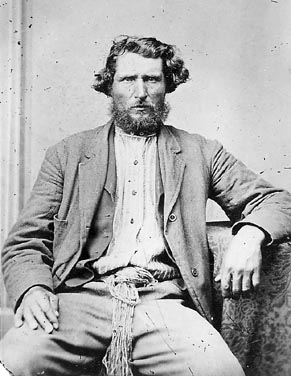
Ambroise-Dydime Lépine

Ambroise-Dydime Lépine (* 18. Mai 1840 in Saint-Boniface, Manitoba; † 8. Juni 1923 ebenda) war ein kanadischer Rebell. Während der Red-River-Rebellion von 1869/70 war er Militärkommandant der von Louis Riel ausgerufenen provisorischen Regierung der Métis. 1873 wurde er vor Gericht gestellt und wegen seiner Beteiligung an der Hinrichtung von Thomas Scott zum Tode verurteilt. Das Urteil löste unter den Frankokanadiern heftige Proteste aus. Generalgouverneur Lord Dufferin reduzierte das Urteil auf zwei Jahre Haft, um eine politische Eskalation abzuwenden.

## Biografie
Lépine verdiente seinen Lebensunterhalt mit Landwirtschaft, Jagen und Warentransporten für die Hudson’s Bay Company. Ende Oktober 1869 schloss er sich der Widerstandsbewegung um Louis Riel an, die sich für die Festschreibung der Landrechte der Métis vor der Übergabe der Red-River-Kolonie an Kanada aussprach. Lépine führte eine Gruppe an, die am 2. November den designierten Gouverneur William McDougall daran hinderte, die Grenze zu übertreten und die Kolonie formell in Besitz zu nehmen. Am 8. Dezember nahm er Anhänger der Canadian Party gefangen, die sich im Haus von John Christian Schultz verschanzt hatten.
Die von Louis Riel angeführte provisorische Regierung ernannte Lépine am 8. Januar 1870 zum Militärkommandanten. Am 17. Februar verhaftete er Charles Arkoll Boulton und andere Anhänger der Canadian Party, die zwischenzeitlich aus der Gefangenschaft geflohen waren und die Rückeroberung von Fort Garry vorbereitet hatten. Lépine leitete ein Tribunal, das den fanatischen Oranier Thomas Scott zum Tode verurteilte. Dessen Hinrichtung hatte in Ontario nicht zuletzt aufgrund von Schultz’ Agitation einen Aufruhr in der Bevölkerung zur Folge. Als das Expeditionsheer von Garnet Wolseley im August 1870 in der neu gegründeten Provinz Manitoba eintraf, flohen Riel und Lépine in das Dakota-Territorium.
1873 kehrte Lépine nach Manitoba zurück, wo er am 17. September verhaftet und des Mordes an Thomas Scott angeklagt wurde. Aufgrund von Kompetenzstreitigkeiten musste der Prozess mehrmals verschoben werden. Schließlich wurde Lépine am 4. November 1874 zum Tode durch Hängen verurteilt. Das Urteil löste in Québec heftige Proteste aus und das dortige Provinzparlament forderte einstimmig die Amnestierung. Schließlich nahm sich Generalgouverneur Lord Dufferin der Angelegenheit an und reduzierte die Strafe auf zwei Jahre Haft, um eine weitere politische Eskalation zu verhindern.
Lépine wurde am 26. Oktober 1876 aus der Haft entlassen. Er betrieb wieder Landwirtschaft und engagierte sich in einer Wohlfahrtsorganisation der römisch-katholischen Kirche. Aus der Politik hielt er sich aber heraus, da der Generalgouverneur ihm auf Lebenszeit die Bürgerrechte entzogen hatte. 1909 gründete er das historische Komitee der Union Nationale Métisse Saint-Joseph du Manitoba, das sich mit der Geschichte der Métis befasste. 1935 brachte die Union die Histoire de la nation métisse dans l’Ouest canadien von Auguste-Henri de Trémaudan heraus. Kurz vor seinem Tod erhielt er die Bürgerrechte zurück. Er wurde vor der Kathedrale Saint-Boniface neben Riels Grab beigesetzt.